# Daniel Vancsik
Daniel Vancsik (* 7. Januar 1977 in Posadas) ist ein argentinischer Golfer der European Tour.
Er begann im Alter von 12 Jahren mit dem Golfspiel und wurde 1997 Berufsgolfer. Vancsik spielte ab 2003 in Europa auf der Challenge Tour, wo er drei Turniersiege errang und die Qualifikation für die European Tour schaffte. Im Jahr 2007 gelang ihm dort der erste Erfolg, bei den Madeira Islands Open, und im Mai 2009 gewann Vancsik die Italian Open.

## European Tour Siege
- 2007 Madeira Islands Open BPI
- 2009 BMW Italian Open

## Challenge Tour Siege
- 2003 Telefonica Centro America Abierto de Guatemala
- 2004 Abierto Telefonica
- 2005 Tusker Kenya Open

## Andere Turniersiege
- 2000 Pinamar Open, Rio Cuarto Open (beide Argentinien)
- 2003 Chilean Open
- 2006 Carilo Open (Argentinien)